# Pompiliodes acroleuca
Pompiliodes acroleuca là một loài bướm đêm thuộc phân họ Arctiinae, họ Erebidae.